# فوزي الملقي
فوزي عيد الملقي (1909 - 10 يناير 1962) هو سياسي وبرلماني ووزير أردني سابق. هو أول رئيس وزراء في عهد الملك حسين، حيثُ كُلف بتشكيل حكومة في 5 مايو 1952. وهو والد الدكتور هاني الملقي رئيس وزراء الحكومة الأردنية السادسة والسبعين.

## حياته
ولد فوزي الملقي في مدينة إربد شمال الأردن في سنة 1909. تلقى تعليمه الابتدائي والاعدادي في مدرسة إربد (مدرسة تجهيز إربد لاحقاً). حصل على منحة دراسية لتفوقه الدراسي في الجامعة الأمريكية في بيروت، وحصل فيها على شهادة البكالوريس في العلوم سنة 1932. ثم عمل مُعلماً في وزارة المعارف الأردنية في الكرك والسلط وعمّان، لمدة ست سنوات. حصل بعدها على منحة دراسية من الحكومة البريطانية لدراسة الطب البيطري من جامعة كامبردج وأنهى دراسته فيها سنة 1942، كما درس القانون السياسي والاقتصاد من نفس الجامعة.
عاد الملقي للأردن سنة 1943 وعُين مباشرةً رئيساً لدائرة البيطرة في الأردن، ثم مستشاراً اقتصادياً لرئيس الوزراء توفيق أبو الهدى ثم مديراً عاماً للتموين خلال الحرب العالمية الثانية.

## المناصب التي شغلها
- وزير المواصلات (1947 - 1948)
- وزير الخارجية والمواصلات (1948)
- وزير الدفاع (1948 - 1953)
- رئيس الوزراء ووزير الدفاع (1953 - 1954)
- وزير الدفاع والمعارف (1955 - 1956)
- نائب لرئيس الوزراء ووزير الخارجية والتربية والتعليم (1956)
- وزير التربية والتعليم والاشغال العامة (1957).[3]
- مندوب الأردن لدى الأمم المتحدة (1961 - 1962)[2]

## الأوسمة
- وسام الكوكب الأردني من الدرجة الأولى.[3]

## روابط خارجية
- فوزي الملقي على موقع مونزينجر (الألمانية)